# Iván Sayenko
Iván Ivánovich Sayenko (en ruso: Ива́н Ива́нович Сае́нко; Maslovka, Unión Soviética, 17 de octubre de 1983) es un exfutbolista ruso. Jugaba de delantero.

## Biografía
Sayenko empezó su carrera futbolística en las categorías inferiores del FC Fakel Vorónezh, hasta que en 2001 firma un contrato profesional con el Karlsruher SC. Debuta con este equipo en la 2. Bundesliga, pero ante la falta de minutos su equipo decide cederlo durante un año. De esta forma Sayenko regresa a Rusia para jugar de nuevo con su primer club, pero esta vez pasando a formar parte de la primera plantilla. A su regreso al equipo alemán ya empieza a jugar de forma más regular.
En 2005 ficha por , el FC Nürnberg, con el que debuta en la 1. Bundesliga. Con este club realiza un gran trabajo en la temporada 2006-07 marcando 9 goles, que le convirtieron en el máximo goleador de su equipo en liga. Además ese año se proclama campeón de la Copa de Alemania. La temporada siguiente su equipo realiza una mala campaña y desciende a la 2. Bundesliga.
En agosto de 2008 Sayenko vuelve a su patria y ficha por el Spartak de Moscú.

## Selección nacional
Ha sido internacional con la Selección de fútbol de Rusia en 7 ocasiones. Su debut como internacional se produjo el 11 de octubre de 2006 en un partido contra Estonia.  
Fue convocado para participar en la Eurocopa de Austria y Suiza de 2008, donde su equipo realizó un gran papel llegando a semifinales. Jugó cuatro partidos en esta competición, dos de ellos como titular. 

## Clubes
| Club              | País     | Año       |
| ----------------- | -------- | --------- |
| Karlsruher SC     | Alemania | 2001      |
| FC Fakel Vorónezh | Rusia    | 2002      |
| Karlsruher SC     | Alemania | 2002-2005 |
| 1. FC Nürnberg    | Alemania | 2005-2008 |
| Spartak Moscú     | Rusia    | 2008-2010 |

## Títulos
- 1 Copa de Alemania (FC Nürnberg, 2007)